# ياسين تورز (مسلسل)
.

## طاقم العمل
- عبير شمس الدين
- ياسين بقوش
- حسن دكاك
- مريم أحمد
- نزار أبوحجر
- هيثم جبر
- كاريس بشار
- سوسن علي
- رداح رجب
- معتز أفغاني
- غاده واصف
- فؤاد وكيل
- فهد السكري
- محمد خاوندي
- ياسر عبداللطيف
- يوسف حرب
- ناصر الشبلي
- هاله شوكت
- هاني الروماني
- فاطمه سعد
- سعد الدين بقدونس
- أيمن سويد
- رمضان حمود
- نبيل حلواني
- فراس حسن
- وفاء العبدالله
- رنده عيد
- رجاء يوسف
- حسن عويتي
- محمد الشماط
- عبدالسلام الطيب
- ليلى بقدونس
- أدهم الملا